# Herbert Briem
Herbert Briem (* 12. Juni 1957) ist ein ehemaliger deutscher Fußballspieler und -trainer. Später war er als Funktionär für den VfB Stuttgart tätig.

## Sportlicher Werdegang
Briem entsprang der Jugend des SV Bonlanden. Über den FV 09 Nürtingen und den TSV Schönaich kam er zum 1. Göppinger SV. Mit dem Gründungsmitglied der 1978 neu geschaffenen Oberliga Baden-Württemberg wurde er in der ersten Spielzeit Vizemeister hinter dem SSV Ulm 1846, im Folgejahr verpasste er mit der Mannschaft mit zwei Punkten Rückstand auf den Aufsteiger VfB Eppingen als Tabellendritter den Aufstieg in die 2. Bundesliga erneut nur knapp. Daraufhin wechselte er im Sommer 1980 zum Oberligameister, den Amateuren des VfB Stuttgart. Unter Trainer Willi Entenmann gehörte er zu den Stammkräften, in der Spielzeit 1982/83 platzierte er sich mit 19 Saisontoren in den Top Drei der Torschützenliste der dritthöchsten Spielklasse.
Zur Saison 1983/84 schloss sich Briem dem seinerzeitigen Zweitligisten SC Freiburg an. Sein Profidebüt gab er am 6. August 1983 beim 0:0 am ersten Spieltag beim MSV Duisburg. Insgesamt bestritt Briem 15 Zweitligaspiele für Freiburg. Hierbei gelang ihm ein Tor – der 2:1-Siegtreffer im Heimspiel gegen die Stuttgarter Kickers am 17. September 1983. Bereits nach einer Spielzeit kehrte er jedoch zum VfB Stuttgart zurück, wo er weiterhin hauptsächlich in der Amateurmannschaft auflief. Dennoch kam er in der Bundesliga in der Saison 1984/85 auch zu zwei Spieleinsätzen für den amtierenden deutschen Meister, für den er auch einmal im Europapokal der Landesmeister auflief.
Bei den Amateuren war Briem unter den Trainern Hans Arnold, erneut Entenmann und Ralf Rangnick wieder Stammkraft, nach der Rückkehr bildete er mit Axel Thoma und Michael Spies die erfolgreiche Offensive. Die Mannschaft platzierte sich jedoch nunmehr hauptsächlich im mittleren Tabellenbereich. Im Sommer 1986 trennten sich die Wege, Briem kehrte zum FV 09 Nürtingen in die fünftklassige Landesliga zurück. Dort blieb er jedoch nur eine Halbserie, ehe er abermals zu den VfB-Amateuren zurückkehrte, wo im November 1986 Walter Güntner Rangnick als Trainer beerbt hatte. Im Sommer 1988 stieg er mit der Mannschaft unter Trainer Jochen Rücker an der Seite von Marcus Sorg, Eberhard Trautner, Klaus Mirwald, Irsen Latifovic und Axel Jüptner aus der Oberliga ab, dabei hatte er in 33 Ligapartien auf dem Platz gestanden und fünf Tore erzielt. Hinter Mitabsteiger SpVgg Ludwigsburg verpasste er mit der Mannschaft als Tabellenzweiter den direkten Wiederaufstieg, im folgenden Jahr wurde sie punktgleich mit dem VfL Sindelfingen Meister der Verbandsliga Württemberg. In der Spielzeit 1990/91 stand er in allen 34 Oberligaspielen auf dem Feld, nach weiteren 15 Partien in der folgenden Saison beendete er seine Karriere.
Nach Ende seiner aktiven Laufbahn war er in der Saison 1995/96 zwischenzeitlich als Trainer der VfB Stuttgart Amateure tätig.
Nachdem Briem im Scouting des VfB Stuttgarts tätig gewesen war, übernahm er im Sommer 2004 das Amt des Sportdirektors des VfB Stuttgart und bildete zusammen mit Jochen Schneider die sportliche Leitung des Vereins. Unter seiner Leitung wurde 2005 mit Giovanni Trapattoni ein namhafter Trainer verpflichtet, jedoch rutschte der Klub in den Tabellenkeller und nach den Verkäufen von Kevin Kurányi und Aljaksandr Hleb im Sommer des Jahres wurde im vorgeworfen, maßgeblich mit seiner Transferpolitik an der Entwicklung beteiligt gewesen zu sein. Im Januar 2006 wurde er vom bisherigen VfB-Spieler Horst Heldt als Sportdirektor abgelöst, blieb aber im Verein und wurde Chef der Scoutingabteilung. 2007 gab es kurzzeitig Gerüchte um eine Rückkehr zu SC Freiburg, nachdem er gemeinsam mit Robert Piller den Vereinspräsidenten Achim Stocker bei der Suche nach einem Nachfolger für Volker Finke unterstützt hatte. Im Februar 2009 verkündete Briem seinen Abschied vom VfB Stuttgart zum Ende Juni des Jahres, nachdem er seitens der Öffentlichkeit als einer der Verantwortlichen für die nach dem Meisterschaftsgewinn 2007 auftretende Misere gesehen wurde, und gemeinsam mit dem Ex-Profi Egon Flad gründete er ein Spielerberatungsunternehmen.